# Corts de Barcelona (1421-1423)
Les corts Catalanes varen ser convocades per la reina Maria de Castella com a lloctinenta del rei Alfons el Magnànim a Barcelona el 23 de juny de 1421. Era president de la Generalitat en Joan Desgarrigues.
Les anteriors corts havien quedat suspeses per la marxa del rei a Nàpols, on s'instal·là. Les dificultats econòmiques li fan tornar a demanar ajut als catalans, cosa que serà aprofitada pels pactistes per a obtenir privilegis que ja reivindicaven des de les corts de Montblanc de 1414, que es reflectiren en la creació de la Junta de Molins de Rei. En concret, l'exclusivitat dels catalans a ocupar els càrrecs jurídics, la primacia absoluta dels Usatges de Barcelona i les Constitucions catalanes. S'encomana també a la Diputació del General la custòdia de l'estructura constitucional davant de qualsevol extralimitació reial. Aquest important punt fou el punt de partida per a la Constitució de l'Observança aprovada a les corts de Barcelona el 1481.
El 31 de juliol de 1422 s'escolliren nous diputats i oïdors, recaient en Dalmau de Cartellà el càrrec de president de la Generalitat.